# لوك كيج
لوك كيج هو شخصية خيالية في مارفل كومكس من ابتكار آرشي غودوين،روي توماس وجون روميتا الأب.ظهرت الشخصية لأول مرة في يونيو 1972.